# Lijst van politieke partijen en allianties in Peru
Hieronder volgt een lijst van politieke partijen en allianties in Peru.

## Actuele partijen
De volgende partijen staan ingeschreven bij de verkiezingsraad (Jurado Nacional de Elecciones, JNE).
- Actie van het Volk
- Alliantie voor de Vooruitgang
- Amerikaanse Populaire Revolutionaire Alliantie
- Verandering 90
- Christelijke Volkspartij
- Kracht van het Volk, tot en met de verkiezingen van 2011 'Kracht 2011'
- Democratische Partij Wij Zijn Peru
- Peruviaanse Humanistische Partij
- Partij Nationale Solidariteit
- Mogelijk Peru
- Peruviaanse Nationalistische Partij
- Nationale Restauratie
- Unie voor Peru

### Actuele coalities
- Peru Wint
- Kracht van het Volk
- Alliantie voor de Grote Verandering
- Mogelijk Peru
- Alliantie Nationale Solidariteit

## Historische partijen en coalities
De volgende lijst bevat partijen en coalities die in de laatste verkiezingen niet meer hebben meegedaan.
| Politieke partij                                  | Jaar van oprichting |
| ------------------------------------------------- | ------------------- |
| Burgerpartij                                      | 1871                |
| Partido Nacional                                  | 1882                |
| Constitutionele Partij                            | 1882                |
| Democratische Partij                              | 1884                |
| Unión Nacional                                    | 1891                |
| Partido Unión Cívica                              | 1892                |
| Partido Liberal                                   | 1901                |
| Partido Civil Independiente                       | 1911                |
| Partido Nacional Democrático                      | 1915                |
| Democratische Hervormingspartij                   | 1920                |
| Partido Obrero                                    | 1924                |
| Partido Laborista del Perú                        | 1925                |
| Partido Socialista del Perú                       | 1928                |
| Partido Comunista Peruano                         | 1929                |
| Partido Nacional Agrario                          | 1930                |
| Partido Nacionalista                              | 1930                |
| Unión Revolucionaria                              | 1931                |
| Partido Descentralista del Sur                    | 1931                |
| Partido Constitucional Renovador del Perú         | 1931                |
| Acción Republicana                                | 1931                |
| Partido Nacionalista del Perú                     | 1933                |
| Partido Economista                                | -                   |
| Partido Republicano del Perú                      | -                   |
| Partido Nacional Regionalista del Centro          | -                   |
| Partido Sindicalista Rural Urbano del Perú        | 1939                |
| Conservatieve Coalitie                            | 1939                |
| Partido Nacionalista Proletario                   | -                   |
| Partido Vanguardia Democrática                    | -                   |
| Unión Popular                                     | -                   |
| Unión Cívica Nacional                             | -                   |
| Acción Popular Peruana                            | -                   |
| Acción Democrática Revolucionaria                 | -                   |
| Partido Descentralista                            | -                   |
| Partido Demócrata                                 | -                   |
| Partido Social Cristiano                          | -                   |
| Unión Democrática Peruana                         | 1942                |
| Partido Demócrata Socialista                      | 1944                |
| Renovación Nacional                               | 1944                |
| Legión Patriótica Independiente                   | 1944                |
| Nationaal Democratisch Front                      | 1945                |
| Partido Vanguardia Socialista                     | 1945                |
| Partido Social Cristiano del Perú                 | 1946                |
| Partido Obrero Revolucionario                     | 1946                |
| Movimiento Cívico Independiente                   | -                   |
| Movimiento de Renovación Nacional                 | 1947                |
| Movimiento de Restauración Nacional               | 1948                |
| Alianza Nacional                                  | 1947                |
| Partido Unión Democrático                         | 1948                |
| Unión Democrática                                 | 1949                |
| Coalición Nacional                                | 1955                |
| Frente Nacional de Juventudes Democráticas        | 1956                |
| Movimiento Social Progresista                     | 1956                |
| Peruviaanse Democratische Beweging                | 1956                |
| Christendemocratische Partij                      | 1956                |
| Partido Nacionalista Revolucionario Peruano       | 1957                |
| Frente de Liberación Nacional                     | 1960                |
| Odriïstische Nationale Unie                       | 1961                |
| Frente de Izquierda Revolucionaria                | 1962                |
| Movimiento de Izquierda Revolucionaria            | 1962                |
| Fuerzas Populares                                 | -                   |
| Frente Nacional de Trabajadores y Campesinos      | 1962                |
| Partido Comunista Peruano (Bandera Roja)          | 1964                |
| Vanguardia Revolucionaria                         | 1965                |
| Confederación de Juventudes Nacionalistas         | 1967                |
| Partido Social Demócrata Nacionalista             | 1968                |
| Partido Obrero Marxista Revolucionario            | 1970                |
| Partido Comunista del Perú (Patria Roja)          | 1970                |
| Partido Comunista Peruano (Sendero Luminoso)      | 1970                |
| Partido Socialista de los Trabajadores            | 1971                |
| Partido Comunista Revolucionario                  | 1974                |
| Partido Socialista Revolucionario                 | 1976                |
| Unión Democrático Popular                         | 1977                |
| Frente Obrero Campesino, Estudiantil y Popular    | 1977                |
| Partido Comunista Revolucionario (Trinchera Roja) | 1977                |
| Vanguardia Revolucionaria (Proletario Comunista)  | 1977                |
| Partido Socialista Revolucionario                 | 1978                |
| Partido Revolucionario de los Trabajadores        | 1978                |
| Acción Política Socialista                        | 1980                |
| Unión de Izquierda Revolucionaria                 | 1980                |
| Izquierda Unida                                   | 1980                |
| Movimiento de Bases Hayistas                      | 1981                |
| Partido de Integración Nacional                   | 1982                |
| Pueblo en Marcha                                  | 1983                |
| Partido Unificado Mariateguista                   | 1984                |
| Frente Democrático de Unidad Nacional             | 1984                |
| Solidaridad y Democracia                          | 1985                |
| Vrijheidsbeweging                                 | 1987                |
| Unión Cívica Independiente                        | 1988                |
| Democratisch Front                                | 1988                |
| Acuerdo Socialista de Izquierda                   | 1989                |
| Partido Mariateguista Revolucionario              | 1989                |
| Movimiento Socialista Peruano                     | 1989                |
| Movimiento Obras                                  | 1989                |
| Movimiento de Afirmación Socialista               | 1989                |
| Izquierda Socialista                              | 1989                |
| Movimiento Democrático de Izquierda               | 1992                |
| Plataforma Democrática                            | 1992                |
| Coordinadora Democrática                          | 1992                |
| Lima 2000                                         | 1992                |
| Movimiento de Integración Agraria                 | 1994                |
| Partido Ecologista del Perú                       | 1995                |
| Vamos Vecino, sinds 2005 Sí Cumple                | 1998                |
| Perú 2000                                         | 1999                |
| Avancemos                                         | 1999                |
| Partido Regionalista                              | 2000                |
| Nationale Eenheid                                 | 2000                |
| Allen voor de Overwinning                         | -                   |
| Peruviaanse Democratische Partij                  | 2006                |